# گل تپه کو
گل تپه کو مربوط به سده‌های متاخر دوران‌های تاریخی پس از اسلام است و در شهرستان تویسرکان، بخش قلقل رود، روستای تپه کبود واقع شده و این اثر در تاریخ ۲۴ اسفند ۱۳۸۳ با شمارهٔ ثبت ۱۱۴۱۸ به‌عنوان یکی از آثار ملی ایران به ثبت رسیده است.